# Gare de Bailleul
Gare de Bailleul vasútállomás Franciaországban, Bailleul településen.

## Vasútvonalak
Az állomást az alábbi vasútvonalak érintik:
- Lille–Fontinettes-vasútvonal

## Kapcsolódó állomások
A vasútállomáshoz az alábbi állomások vannak a legközelebb:
- Gare de Steenwerck
- Gare de Strazeele
- Gare d’Armentières
- Gare d’Hazebrouck